# Dark Ages (álbum)
Dark Ages es el quinto álbum de estudio de la banda brasileña Soulfly. Salió a la venta en 2005 a través de Roadrunner Records, al igual que los anteriores discos del grupo.
El disco tiene un estilo oscuro y agresivo, empleado por Max Cavalera como respuesta al dolor que le produjeron las muertes de su nieto de 8 meses, Moses, y su amigo Dimebag Darrell, asesinado a finales de 2004. La grabación se llevó a cabo en cinco países diferentes, Estados Unidos, Turquía, Serbia, Rusia y Francia; y Max lo definió como "metal no ortodoxo" 

## Listado de canciones
Todas las letras escritas por Max Cavalera (excepto indicado), toda la música compuesta por Max Cavalera (excepto indicado). 
| Dark Ages |                                                         |                                               |        |          |  |
| N.º       | Título                                                  | Letras                                        | Música | Duración |  |
| 1.        | «The Dark Ages»                                         |                                               |        | 0:48     |  |
| 2.        | «Babylon»                                               |                                               |        | 3:53     |  |
| 3.        | «I and I»                                               |                                               |        | 3:15     |  |
| 4.        | «Carved Inside»                                         |                                               |        | 3:35     |  |
| 5.        | «Arise Again»                                           |                                               |        | 4:10     |  |
| 6.        | «Molotov» (con Pavel Fillipenko y Billy Milano)         | Max Cavalera, Pavel Fillipenko, Billy Milano  |        | 1:58     |  |
| 7.        | «Frontlines» (con Kerry King)                           |                                               |        | 4:34     |  |
| 8.        | «Innerspirit» (con "Coyote" Kojić)                      | Max Cavalera, Nemanja Kojić, Bojan Stojanovic |        | 5:15     |  |
| 9.        | «Corrosion Creeps»                                      |                                               |        | 4:27     |  |
| 10.       | «Riotstarter» (con David Ellefson)                      |                                               |        | 5:00     |  |
| 11.       | «Bleak»                                                 |                                               |        | 4:57     |  |
| 12.       | «(The) March»                                           |                                               |        | 1:19     |  |
| 13.       | «Fuel the Hate»                                         |                                               |        | 4:12     |  |
| 14.       | «Staystrong» (con Richie Cavalera)                      | Max Cavalera, Richie Cavalera                 |        | 8:14     |  |
| 15.       | «Soulfly V» (+ bonus track sin título a partir de 7:15) |                                               |        | 10:54    |  |

## Personal
Soulfly
- Max Cavalera – Voz, Guitarra eléctrica, Sitar, Berimbau
- Marc Rizzo – Guitarra eléctrica, Guitarra española
- Bobby Burns – Bajo eléctrico
- Joe Núñez – Baterías y percusión

Músicos invitados
- Nemanja "Coyote" Kojić - voz en "Innerspirit"
- Pavel Fillipenko - voz en "Molotov"
- Billy Milano - voz en "Molotov"
- David Ellefson - Bajo eléctrico en "Riotstarter"
- Richie Cavalera - voz en "Staystrong"
- Stefane Goldman - Sitar, Mandolina, Guitarra acústica, Teclado
- Alexander Yushin - Acordeón
- Alexsander Hrenov - Balalaika, Treshchotka
- Vitaly Hrenov - Balalaika
- John Gray - Teclado, Sampler

Personal adicional
- Max Cavalera – productor
- John Gray - editor, ingeniero de grabación
- Terry Date – ingeniero de mezclas
- Sam Hofstedt - ingeniero adicional
- Ted Jensen – masterización
- Monte Conner – A&R
- Gloria Cavalera – productor ejecutivo